# San Carlos (Uruguay)
San Carlos è una cittadina uruguaiana situata nel Dipartimento di Maldonado.

## Geografia
San Carlos è situata nell'Uruguay sud-orientale, a 15 km a nord dal capoluogo dipartimentale Maldonado.

## Storia
Fondata nel 1763 dal generale spagnolo Pedro de Cevallos (futuro Viceré del Río de la Plata dal 1777 al 1778) per arginare una possibile espansione coloniale portoghese dal Brasile verso sud, il nome è dedicato all'allora re di Spagna Carlo III.

## Monumenti e luoghi d'interesse
- Chiesa di San Carlo Borromeo

## Cultura

### Istruzione

#### Musei
- Museo Regionale Carolino